# Isaiah Berlin
Isaiah Berlin (Riga, 6 giugno 1909 – Oxford, 5 novembre 1997) è stato un filosofo, politologo e diplomatico lettone naturalizzato britannico, teorico di un liberalismo inteso soprattutto come limitazione dell'ingerenza statale nella vita sociale, economica e culturale dei singoli e delle comunità.
È considerato uno dei maggiori pensatori liberali del XX secolo. Nato a Riga (oggi capitale della Lettonia, allora facente parte dell'Impero russo), dopo gli studi classici e filosofici, fu la prima persona di ascendenza ebraica ad essere nominato membro nell'elitario All Souls College di Oxford. Durante la Seconda Guerra Mondiale, lavorò per il British Diplomatic Service a New York, Washington e Mosca. Fu presidente della Società Aristotelica dal 1963 al 1964. Dal 1957 al 1967 fu Chichele Professor of Social and Political Thought all'All Souls College di Oxford. Nel 1966 contribuì alla fondazione del Wolfson College di Oxford e divenne il suo primo presidente. Nel 1957 fu Knight Bachelor e nel 1971 fu insignito con l'Order of Merit. Fu presidente della British Academy dal 1974 al 1978.
Nel 1979 ricevette il Jerusalem Prize per le sue opere riguardanti la libertà individuale nella società. Fu un eccellente saggista, conversatore e narratore. Fu apprezzato traduttore in inglese delle opere di Ivan Turgenev. Dopo essere stato influenzato in un primo momento dalla filosofia analitica, con cui era venuto in contatto negli anni di studio ad Oxford, Berlin abbandonò la filosofia pura per dedicarsi a delle ricerche di storia delle idee che ne avrebbero fatto uno dei maggiori saggisti del Novecento. Il contributo di Berlin alla teoria liberale ha avuto influenza duratura, orientando il dibattito contemporaneo. La sua famosa lezione inaugurale del 1958, "Due concetti di libertà", in cui egli distingueva tra una forma di libertà positiva, come capacità di agire in conformità ai propri valori e scopi etici, e una negativa, intesa come assenza di interferenza e costrizioni, da allora in poi ha influenzato le ricerche in campo filosofico e politico sul tema e ha contribuito anche alla creazione di nuove categorie giuridiche.
I suoi saggi di storia della cultura, tra i quali si ricorda "The Hedgehog and the Fox", hanno illuminato, nel solco della tradizione liberale, aspetti cruciali della cultura illuministica e romantica, del marxismo, delle dottrine utopiche e del problema dei valori. Delle dottrine utopiche, in linea con Popper, Berlin ha messo in evidenza le pericolose conseguenze sia sul piano individuale, comportando la perdita del principio di responsabilità personale, che sul piano politico, arrivando a trascurare il valore della vita umana per la realizzazione dei presunti "fini" della storia. L'interesse per il concetto di libertà è stato sempre affiancato dall'interesse per la molteplicità di valori che guidano le azioni umane e ne causano la conflittualità: l'azione politica, per Berlin, dovrà essere orientata al pluralismo di valori, nel tentativo di ridurre la sofferenza umana nel contemperamento delle esigenze dei singoli.

## Biografia

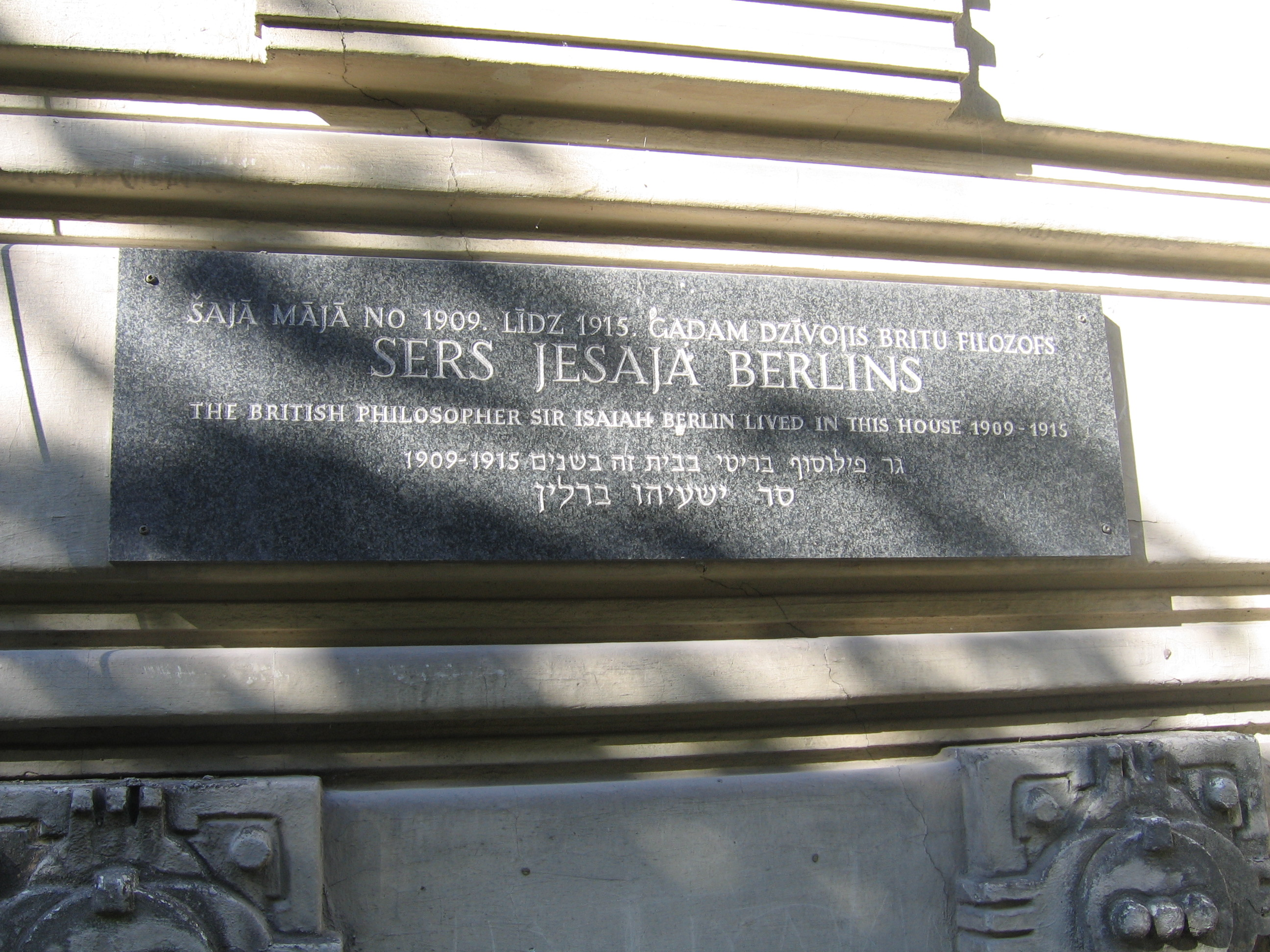
Targa commemorativa a Riga, Lettonia

Isaiah Berlin era l'unico figlio sopravvissuto di una famiglia ebraica benestante, figlio di Mendel Berlin, commerciante di legname, e diretto discendente di Shneur Zalman (fondatore di Chabad Hasidim), e sua moglie Marie Volshonok. Per parte di madre, Berlin era parente del grande violinista Yehudi Menuhin. Berlin trascorse la sua infanzia a Riga, per trasferirsi poi a Andreapol' (una piccola località vicino Pskov, che era sostanzialmente una delle proprietà della famiglia per i suoi commerci) e infine a San Pietroburgo, dove la famiglia ebbe modo di assistere ai moti di febbraio e alla Rivoluzione di Ottobre del 1917. Questi eventi segnarono profondamente la riflessione politica di Berlin, come ebbe modo lui stesso di ammettere più volte.
Sentendosi sempre più oppressa dalla vita sotto il nuovo potere Bolscevico, la famiglia lasciò San Pietroburgo tre anni dopo, il 5 ottobre del 1920, per Riga, divenuta capitale della neonata Repubblica di Lettonia; ma l'incontro con il diffuso antisemitismo e difficoltà con le autorità lettoni li convinsero a partire per il Regno Unito, nei primi mesi del 1921 (il padre di Isaiah, Mendel, partì in Gennaio, mentre Isaiah e Marie all'inizio di Febbraio). A Londra, la famiglia risiedette nel quartiere di Surbiton, per poi comprare una casa a Holland Park ed infine, sei anni dopo, ad Hampstead. Berlin inizialmente non conosceva nemmeno una parola di inglese, ma lo apprese in meno di un anno.
Berlin studiò dapprima alla Saint Paul's School di Londra e poi al Corpus Christi College di Oxford, dove in un primo momento si dedicò allo studio delle Literae Humaniores, un severo corso di studio focalizzato sulle lingue classiche, la storia antica e la filosofia. Si laureò con lode e ottenne il John Locke Prize per la sua performance negli esami di filosofia, superando il suo compagno di studi, Alfred Jules Ayer. A questo punto dei suoi studi, Berlin si trovò a considerare numerose possibilità di carriera, fra cui, per un breve periodo, la possibilità di intraprendere l'avvocatura. L'evento decisivo fu un colloquio per il "Manchester Guardian", diretto da C. P. Scott, al quale Berlin partecipò su consiglio del presidente del Corpus Christi College. Scott stava cercando un classicista, interessato di politica estera, per collaborare con la sua testata; requisito fondamentale era una naturale capacità di scrivere. Scott chiese a Berlin se aveva questa capacità; Berlin rispose di no: fu di conseguenza rifiutato e i dubbi circa la sua carriera futura furono sciolti.
Berlin decise dunque di prendere una seconda laurea ad Oxford, questa volta dedicandosi allo studio di Philosophy, Politics & Economics, un corso, al tempo, di recente introduzione. Dopo la laurea fu nominato "tutor" del New College di Oxford e ben presto ottenne anche una borsa di studio per studiare nell'istituzione più prestigiosa dell'Università di Oxford, l'All Souls College. Berlin partecipò all'esame, per sua stessa ammissione, senza sapere nulla riguardo all'All Souls e al suo funzionamento, ma qui ebbe modo di incontrare figure chiave del mondo culturale, e in particolare politico, di quegli anni.
Mentre Berlin era ancora uno studente, si legò in amicizia con Ayer (con il quale condivideva una rivalità amichevole), Stuart Hampshire, Richard Wollheim, Maurice Bowra, Stephen Spender, J. L. Austin e Nicolas Nabokov. Nel 1940, presentò un saggio ad una conferenza, cui partecipava anche Ludwig Wittgenstein, alla Cambridge University. Wittgenstein dissentì con Berlin riguardo alle soluzioni proposte, ma lo lodò per la sua onestà e integrità intellettuale. Berlin sarebbe rimasto ad Oxford per il resto della sua vita, ad eccezione di un periodo trascorso negli Stati Uniti d'America, lavorando per il British Information Service, a New York, dal 1940 al 1942 e poi per l'ambasciata del Regno Unito a Washington, e a Mosca fino al 1946. Per il suo servizio, ottenne il cavalierato del Regno Britannico. Berlin parlava correttamente russo, inglese e conosceva il francese, il tedesco e l'italiano, oltre al latino e al greco antico. Gli incontri avvenuti con la poetessa Anna Achmatova, a Leningrado, nel novembre del 1945 e nel gennaio del 1946, lasciarono un segno profondo in entrambi (l'Achmatova dedicò alcune sue poesie proprio a questi incontri).
Nel 1956, Berlin sposò Aline Halban Gunzbourg, che non solo era la precedente sposa di un suo collega ad Oxford e vincitrice del campionato francese femminile di golf, ma proveniva, da parte del padre, da una famiglia aristocratica russa, esiliata a seguito dei moti di Ottobre, e, da parte di madre, da una famiglia ebraica di banchieri e commercianti di petrolio, famiglia che aveva ottenuto anche titoli nobiliari e viveva a Parigi (sua madre era Yvonne Deutsch de la Meurthe, nipote di Henri Deutsch de la Meurthe). 

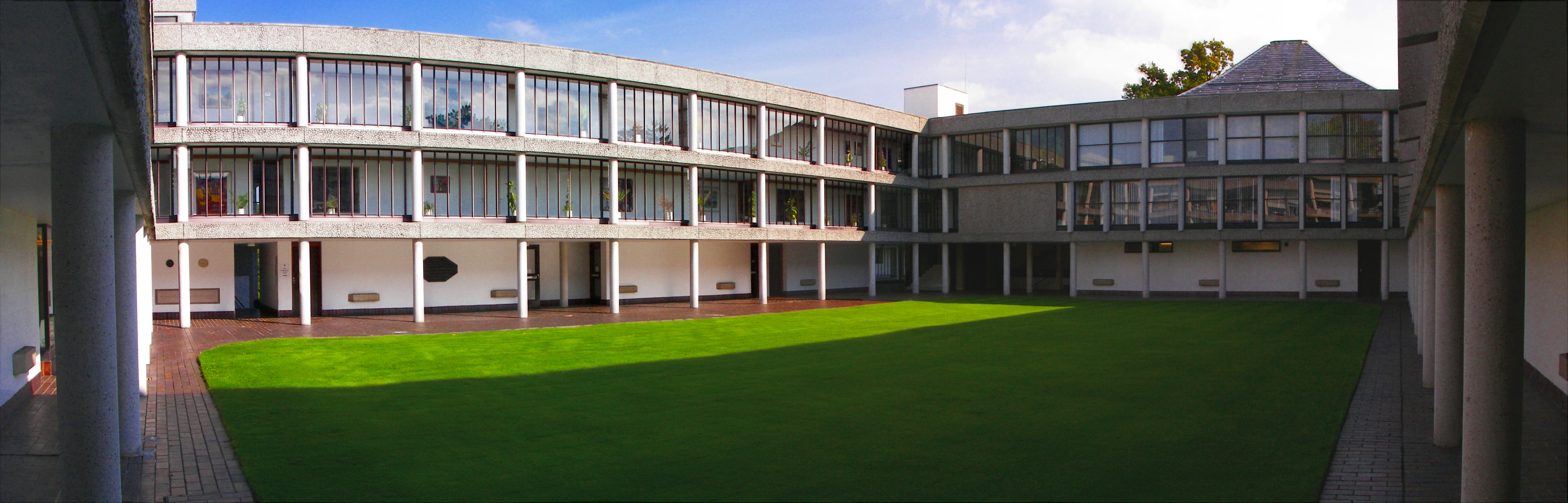
Wolfson College

Nel 1959 Berlin fu eletto membro straniero onorario dell'American Academy of Arts and Sciences. Fu uno dei protagonisti, inoltre, della fondazione, nel 1966, di un nuovo college ad Oxford, per "graduate students", il Wolfson. Il College fu fondato per essere un centro di eccellenza, in cui, a differenza di molti altri college ad Oxford, vi fosse anche un forte senso egualitario e democratico. Berlin fu anche membro del Founding Council del Rothermere American Institute dell'Oxford University. Come Berlin rivelò in seguito, quando gli fu richiesto di valutare le credenziali accademiche di Isaac Deutscher, Berlin si oppose alla sua promozione, per le profonde simpatie comuniste del candidato.
Berlin morì ad Oxford nel 1997, all'età di 88 anni. Fu sepolto nel Wolvercote Cemetery. In occasione della sua morte, comparve un articolo sul "The Independent" in cui si legge: "fu un uomo di straordinarie capacità intellettuali, con un raro dono di riuscire a comprendere una vasta varietà di sentimenti umani, di speranze e di timori, e una prodigiosa capacità energica di amare la vita, le persone in tutte le loro varietà, le loro idee e idiosincrasie, la letteratura, la musica, l'arte". E nella prima pagina del New York Times "la sua fu una vita esuberante colma di gioia, la gioia del pensiero, della musica, dei buoni amici... Il motivo che corre lungo tutta la sua opera è la preoccupazione per la libertà e la dignità dell'essere umano... Sir Isaiah Berlin emanava felicità di vivere".

## Opere

### "Due concetti di libertà"
Berlin è particolarmente noto per il suo saggio "Due concetti di libertà", risalente al 1958 come testo della lezione inaugurale tenuta dall'autore al momento in cui fu chiamato a ricoprire la cattedra di Teoria politica a Oxford. Egli definì il concetto di libertà "negativa" come assenza di limitazioni o interferenze nei riguardi di ciò che un soggetto è capace di fare (libertà da). Maggiore "libertà negativa" significa minori restrizioni delle possibili azioni del soggetto. Berlin associò la libertà "positiva" con l'idea di padronanza di se stessi, ovvero la capacità di auto-determinazione, essere padroni del proprio destino. Nonostante Berlin ritenesse i due concetti di libertà quali legittimi e validi ideali umani, di fatto la storia insegna che il concetto positivo di libertà si è mostrato particolarmente suscettibile di abusi in politica.
Berlin sostenne che sotto l'influenza di Jean-Jacques Rousseau, Immanuel Kant e Georg Wilhelm Friedrich Hegel (tutti sostenitori del concetto positivo di libertà libertà di), i filosofi europei della politica spesso hanno posto sullo stesso piano la libertà e le forme di disciplina o imposizione politica. Tutto ciò divenne politicamente pericoloso allorché nel XIX secolo le nozioni di libertà positiva vennero usate per difendere il nazionalismo, l'auto-determinazione e l'idea comunista del controllo collettivo sul destino degli uomini. Berlin affermò che l'adesione a tale linea di pensiero avrebbe paradossalmente trasformate le richieste di libertà in richieste di controllo e disciplina collettiva — ritenute necessarie per l'"auto-controllo" o auto-determinazione delle nazioni, delle classi sociali, delle comunità democratiche e, addirittura, dell'umanità intera. Quindi, per Berlin, esiste un'elettiva affinità tra libertà positiva e totalitarismo.
Per contro, la libertà negativa rappresenta una diversa, forse più sicura, interpretazione del concetto di libertà. Coloro che proposero questo concetto (vedi Jeremy Bentham e John Stuart Mill) sostennero che la restrizione e la disciplina erano l'antitesi della libertà e per questo furono (e lo sono i contemporanei) meno propensi a confondere libertà e restrizione come invece fanno i moderni filosofi portavoce del moderno totalitarismo.

### Altre opere
Il saggio di Berlin dal titolo "Historical Inevitability" (1953) focalizzava una controversia sorta nell'ambito della filosofia della storia. Secondo Berlin, la scelta da fare è tra la credenza secondo cui "le vite di interi popoli e delle società siano state influenzate in modo decisivo da parte di straordinari individui" o, viceversa, ritenere che tutto ciò che accade non è altro che il risultato di forze estranee all'uomo e ignare delle sue intenzioni. Berlin è anche conosciuto per i suoi scritti sulla storia intellettuale della Russia, raccolti principalmente in Russian Thinkers (1978), un libro in cui l'autore concentra la propria attenzione sulla Russia dell'Ottocento e di tale periodo sa darci una descrizione viva della situazione storica, politica e culturale, elaborando un'avvincente e veridica storia dell'intelligencija russa.
Gli scritti critici di Berlin sull'Illuminismo, per i quali Berlin usava il termine Contro-Illuminismo e in particolar modo quelli sul Romanticismo, hanno contribuito a propugnare una teoria etica che il filosofo definì "pluralismo dei valori". Per Berlin, i valori sono delle creazioni dell'umanità e non dei prodotti della natura da scoprire, tuttavia egli sostenne anche che la natura umana è tale che certi valori - per esempio, l'importanza della libertà individuale - resteranno effettivi attraverso tutte le culture, e ciò è quanto Berlin voleva intendere usando il termine "pluralismo oggettivo". Con questa definizione del pluralismo dei valori, il filosofo sostenne l'idea che i valori morali possono essere allo stesso tempo validi e inconciliabili e quindi possono entrare in conflitto al punto di non poterne trovare una soluzione senza un riferimento a particolari contesti decisionali. Quando i valori sono in contrasto reciproco, ciò non vuol dire che uno sia più importante dell'altro. Il mantenere una promessa può essere in contrasto con il perseguimento della verità; la libertà può non coincidere con la giustizia sociale. I conflitti d'ordine morale sono "un'intrinseca, irremovibile parte della vita umana ... Questi contrasti fra valori fanno parte della loro e della nostra essenza".
La mancanza di un opus magnum in cui venga esposta una teoria berliniana è da attribuire a due fattori, innanzitutto alla sua particolare comunicativa che lo portava a trasmettere il suo pensiero attraverso conferenze che spesso non venivano neanche stampate e mediante molteplici saggi che invece erano disseminati in disparate pubblicazioni. In secondo luogo, è da tener presente il suo profondo credo nel pluralismo quale fondamento dei valori liberali intesi nel loro senso più classico. Berlin tracciò una netta distinzione tra monisti, cioè i pensatori che pongono a guida della loro vita un singolo principio dell'agire dell'uomo e della sua storia, e pluralisti, cioè i pensatori che credono nella molteplicità di concetti, ugualmente validi se pur a volte reciprocamente incompatibili, sul come vivere ed evitano di imporre all'umanità un'immagine onnicomprensiva della realtà. Come ben sanno gli appassionati degli scritti berliniani, bisogna ancora una volta esser grati al curatore Henry Hardy, il benemerito studioso che ha sempre avuto grandissima familiarità con gli scritti di Berlin provvedendo a pubblicarne diverse raccolte.